# ハアレツ

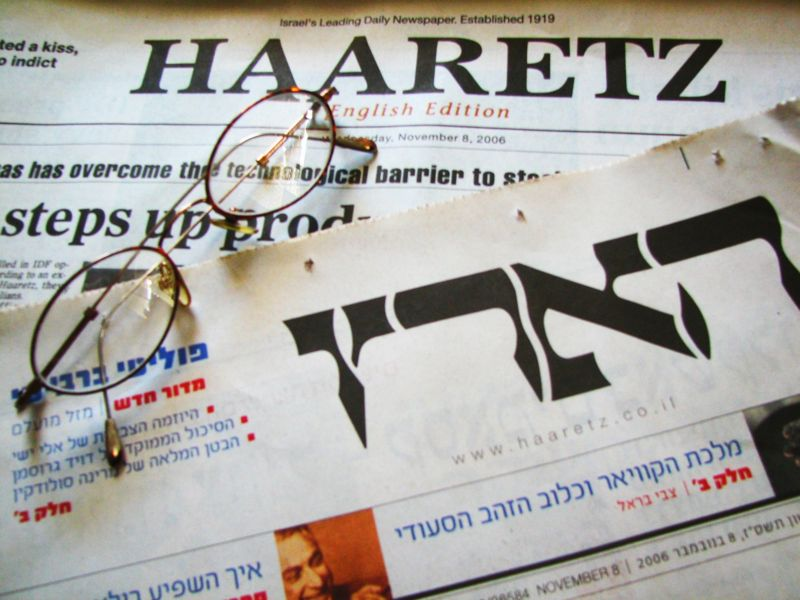
ハアレツ紙（英語版とヘブライ語版）

ハアレツ （ヘブライ語: הארץ, 英語: Haaretz ）は、イスラエルの新聞である。
新聞名は、直訳すると「土地」を意味し、世界に流浪していたユダヤ人の間で故国イスラエルを指す言葉として用いられていたものである。

## 概要
論調は中道左派で、労働党に近いとされる。全体的にはシオニズムに属しているが、一部の記事はパレスチナ側に立ったポスト・シオニストの観点もみられる。
イスラエルの新聞社では、大衆紙の『イェディオト・アハロノト』、右派の『エルサレム・ポスト』と共に、英語オンライン版が発行されている。2003年の総選挙前に、アリエル・シャロン首相が、1999年のリクード党首選の際に、2人の息子を窓口に南アフリカの実業家から150万ドル相当の闇献金授受をスクープしたことでも知られる。
パレスチナ問題では、ポスト・シオニストのギデオン・レヴィ（גדעון לוי）、アミラ・ハス（עמירה הס）、イツハク・ラオール(יצחק לאור)らがパレスチナ支援の論陣を張っている。

## 沿革
ハアレツは1918年にパレスチナの英軍の出資の下、新聞紙として発刊された。
1919年には、それをロシアのシオニスト達が引き継ついだ。誌名は、当初は「ハダショット・ハアレツ」（חדשות הארץ、かの土地の知らせ）と呼ばれたが、その後、短く「ハアレツ」と変更された。その出版部は、当時の主要なユダヤ人記者達を惹きつけた。
当初はエルサレムで発刊されていたが、3年後の1922年12月31日に拠点をテルアビブに移し、1922年から1937年にかけてモーシェ・グラックソンの指導の下、出版は続けられた。
テル・アヴィブの英国当局は、将来の広告に対して前もって広告料を払うことによって、この新聞を経済的に支持した。そして、1937年には、ドイツのシオニスト穏健派であり、デパートチェーンを経営していたサルマン・ショキンが、この新聞を買収した。1939年には息子のグリソム・ショキンが編集長となり、1990年の晩年まで、その地位に留まった。

## 経営
新聞の編集指針は、1939年から1990年まで編集長をしていたグリソム・ショキンによって決定され、ショキン一家がこの新聞を保有した。編集責任者は、2004年4月、デビット・ランダウがハノッチ・マーマリとヨエル・エストロンから引き継ぐ形で就任し、そのランダウも、2008年4月にデヴィ・アフロンに交代し、2011年8月からアルフ・ベンが今の責任者である。
一方、英語版の編集者は2005年から2007年までアダル・プリモル（אדר פרימור）で、その後、シャルロッテ・ヘラ（Charlotte Halle）が、2007年に英語版編集経営部門の責任者になり、2008年2月には印刷部門の管轄も兼ねた。
また、株式について言うなら、2006年8月にドイツの出版大手デュモン・シャウベルクがハアレツ･グループのそれの25％を保有した。このドイツの報道機関はケルンに本拠を置き、4つの日刊紙と他12種の紙媒体と複数のラジオ局番を保有している。また、イスラエルの駐ドイツ大使、アヴィ・プリモル（אבי פרימור）の支持を受けた。

## 論調
左翼的、リベラルな論陣が特徴であるハアレツであるが、このことが一部の親イスラエルロビー団体や、競合紙である「エルサレム・ポスト」などの右派メディアから批判されている。2001年には「CAMERA」（en）という親イスラエルのメディア・ウォッチ団体が、ハアレツを「反シオニズム」「反イスラエル」と批判した。だが、イェディオト・アハロノト、アルーツ・シェバ、イスラエル・ポスト（エルサレム・ポストの系列紙）、イスラエル・ハヨム、マコール・リション、『マアリヴ』といった他のイスラエル・メディアは右翼的な論陣を張ることが多く、その中でハアレツはジャーナリズムの核心である権力階級の監視、批判をためらわないことを評価する見方もある。ハアレツはイスラエル国内での高級紙としての地位を保ち、日本でも国立国会図書館やアジア経済研究所の図書館などで定期購読されている。

## 部数
イスラエル国内での『ハアレツ』紙の購読割合は2015-16年期で3.9%、2023-24年期で6.1%である。「ビビ新聞」（ネタニヤフ首相に肯定的なことから）などと呼ばれる右翼の大衆紙『イスラエル・ハヨム』や、同じく著名な大衆紙『イェディオト・アハロノト』に続く三番手ながら、両紙に遠く及ばず、『マアリヴ』と3位争いしている。ただ、2023-24年期は前期より回復傾向にある。一方、イスラエル国内やパレスチナ自治区のパレスチナ人の間では、アラビア語メディアがイスラエル国内の取材力が弱いことから、イスラエル国内の動向を知るためのメディアとして、一定の支持を受けている。

## 著名な出身者
- ウリ・アブネリ - 平和運動家
- ニツァン・ホロヴィッツ - メレツ所属のクネセト議員
- アターッラー・マンスール - ジャーナリスト、作家